# Megàspora

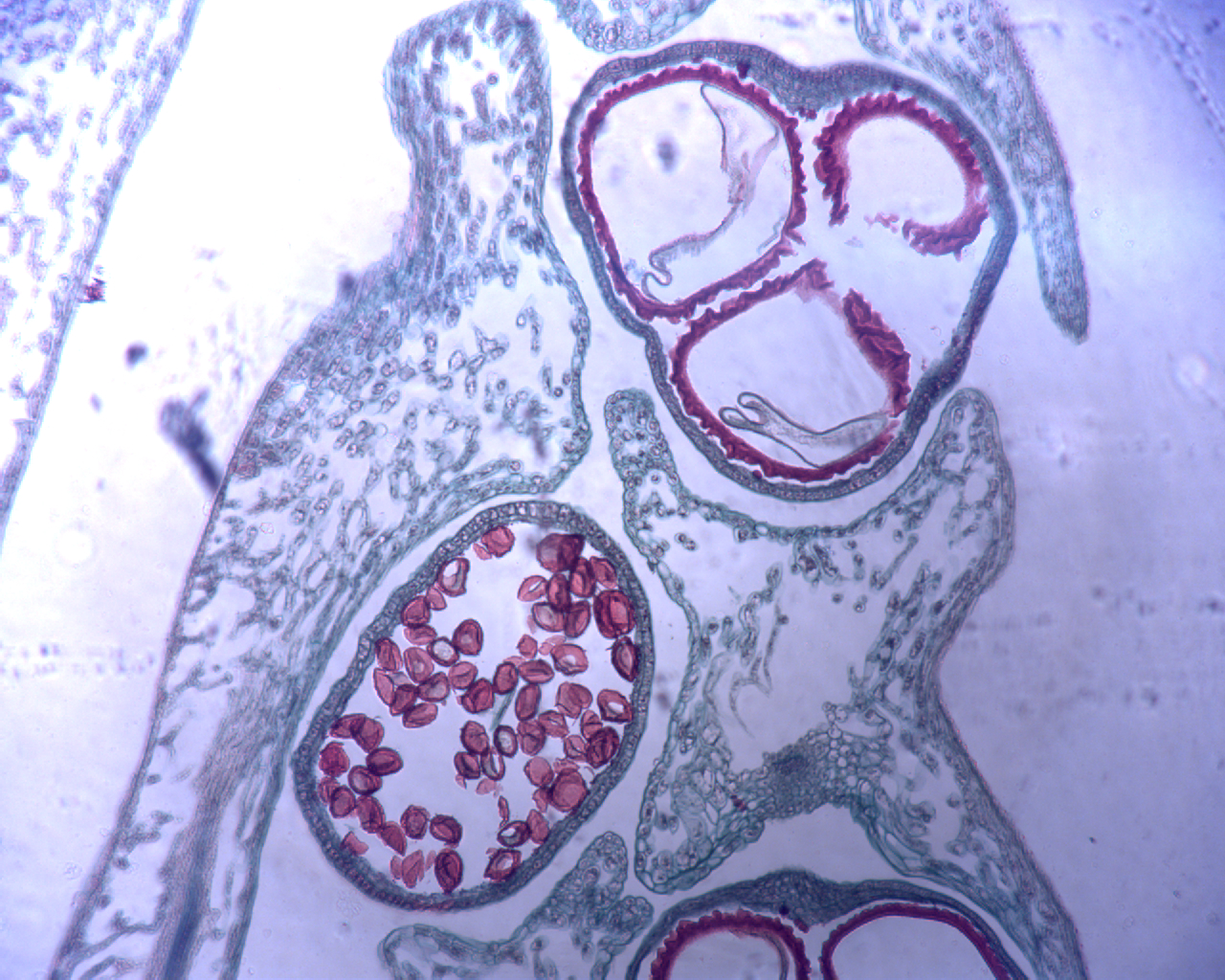
Imatge al microscopi d'espores (en roig) de Selaginel·la. Les tres més grosses a la part superior són megàspores i les més petites de la part de baix són micròspores.

Una megàspora o macròspora és una espora de mida gran que presenten les plantes vasculars heterospòries i que quan germinen produeixen protal·lus femenins (o megaprotal·lus).
Les megàspores germinen a l'interior d'un gametòfit femení, el qual produeix cèl·lules reproductores (òvuls). Aquestes són fertilitzades amb l'esperma produït pel gametòfit masculí, procedent d'una micròspora. Les plantes heterospòries són de dos tipus:
- plantes amb llavors: gimnospermes i plantes amb flor
- falgueres heterospòriques: (Salvinials, Selaginel·la)...

## Megasporogènesi
A les falgueres heterospòriques els megasporangis es formen en megaprotal·lus femenins (amb arquegonis). En les gimnospermes i plantes amb flor, la megàspora es produeix a l'interior del nucli de l'òvul. Durant el procés de formació, una cèl·lula precursora diploide, anomenada megasporocit o cèl·lula mare, passa per una transformació meiòtica de la qual sorgeixen inicialment quatre cèl·lules haploides (les megàspores). Les angiospermes mostren tres patrons de megaesporogènesi: monoespòric, biespòric i tetrasporic, també conegut amb el nom de tipus Polygonum, tipus Alisma i tipus Drusa respectivament. El model monosporic és que es troba amb més freqüència (>70% de les angiospermes) i es troba en grups biològics econòmicament importants, com les Brassicàcies (Arabidopsis, Capsella, Brassica), Gramínies (panís, arròs, blat), Malvàcies (cotó), lleguminoses (fesols, faves) i les Solanàcies (pebre, tabac, tomata, patata).
El primer model es caracteritza per la formació de parets cel·lulars (Citoquinesi) després d'una meiosi, amb el resultat de quatre megaspores d'un sol nucli, de les quals tres degeneraran. El model biesporic es caracteritza per la formació de parets cel·lulars només després de la meiosi 1, amb el resultat de dues megàspores de dos nuclis, de les quals una degenerarà. El model tetrasporic es caracteritza per no formar-se parets cel·lulars després de la meiosi 1 o 2, amb el resultat d'una megaspora de quatre nuclis. Per tant, cada model origina en darrer terme una sola megàspora funcional la qual pot contenir un, dos o quatre nuclis. Tot seguit la megàspora passa per un procés de megagametogènesi amb el qual es formarà el gametòfit femení.

## Megagametogenesi

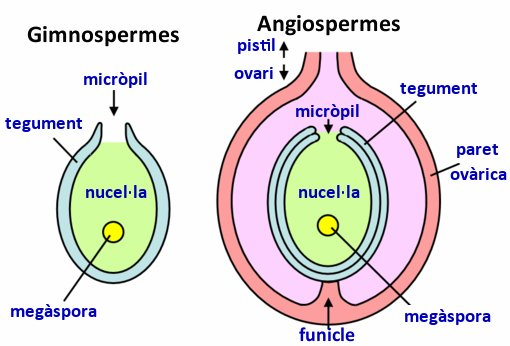
Formació de les megàspores en gimnospermes i angiospermes

Després de la megasporogènesi, la megàspora es desenvolupa dins del gametòfit femení (en un sac embrional) en un procés anomenat megagametogènesi. Aquest procés varia depenent de quin tipus de megasporogènesi procedeix. Algunes espècies, com Tridax trilobata, Ehretia laevis o Alectra thomsoni, poden haver-se format amb diferents models de megasporogènesi i, en conseqüència, també tenen diferents tipus de megagametogènesi. Si esdevé el model monoespòric, el nucli solitari que s'haurà format passa per un procés de mitosi tres vegades i es generarà una cèl·lula de vuit nuclis. Aquests quatre nuclis s'organitzaran en dos grups de quatre cadascun. Aquests dos grups envien un nucli al centre de la cèl·lula, que serà el nucli polaritzat.En segons quines espècies, aquests nuclis es fusionen abans o en el moment de la fertilització de la cèl·lula central. Els tres nuclis al final de la cèl·lula que està a prop de l'obertura anomenada micròpil esdevenen l'aparell formador de l'òvul, amb una membrana cel·lular al centre i dues sinèrgides (a costat i costat de l'ovocèl·lula). A l'altre extrem de la cel·lula, es forma una membrana cel·lular al voltant del nucli i es formen els antípodes. Per tant, l'embrió resultant és una estructura de set ce·les que consisteix en una cèl·lula central, l'òvul, dues sinèrgides i tres antípodes.
Els models biespòric i tetraespòric poden tenir processos diferents i donen com a resultat sacs embrionals diferents. Per exemple, en el gènere Lilium, que segueix un patró tetraspòric, la cèl·lula central del sac embrional és de 4 nuclis (4N), per tant, en el moment de la fertilització l'endosperma serà de 5N en lloc del típic de 3N.